# Asger Hamerik

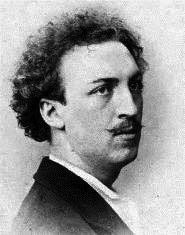
Asger Hamerik

Asger Hamerik (* 8. April 1843 in Frederiksberg; † 13. Juli 1923 ebenda) war ein dänischer Komponist und Dirigent.

## Leben
Hamerik, der mit dem Namen Asger Hammerich geboren wurde, war der Sohn des Theologieprofessors Frederik Hammerich. Zwar sollte er eigentlich auch Theologie studieren, doch erwies sich sein musikalisches Talent als so groß, dass er 1859 ein Musikstudium unter anderem bei Niels Wilhelm Gade und Johann Peter Emilius Hartmann, mit denen er über seine Mutter verwandt war, beginnen konnte. 1862 beendete er seine Studien und reiste zunächst nach London, bald aber nach Berlin, wo er Schüler von Hans von Bülow wurde. Als 1864 der Deutsch-Dänische Krieg ausbrach, zog er es jedoch vor, Preußen zu verlassen und nach Paris zu ziehen. Außerdem änderte er seinen deutschen Familiennamen Hammerich in das dänisch klingende Hamerik um. In Paris studierte er bis 1869 bei Hector Berlioz. Nach dessen Tod reiste er durch Europa, bevor er 1871 die Leitung des Peabody Institute in Baltimore, einer Musikakademie, übernahm. Hier war er als Pädagoge, Komponist und Dirigent bis zur Auflösung des Institutes im Jahre 1895 tätig. Im Jahre 1890 plante er, die Leitung der Musikakademie Kopenhagen zu übernehmen, was aber am Tod von Gade, mit dem er dies vereinbart hatte, scheiterte. Daher konnte Hamerik erst 1898 Baltimore verlassen. Nach einer Konzertreise durch Europa ließ er sich 1900 wieder in seiner Heimat nieder. Im dänischen Musikleben spielte er allerdings keine Rolle, zumal er ab 1900 kaum noch komponierte. Hameriks Sohn Ebbe war ebenfalls Komponist.

## Stil
Hamerik war seinerzeit außerhalb Dänemarks zusammen mit Gade der bekannteste Komponist seines Landes. Dies wurde allerdings in Dänemark kaum wahrgenommen, da er weitgehend in Amerika tätig war. Dort aber wurde er als hochbedeutende Figur des Musiklebens betrachtet. Gemäß seiner Dirigententätigkeit konzentrierte sich Hamerik als Komponist auf Orchesterwerke. Diese orientieren sich jedoch kaum an spezifisch dänischer Musik – außer wenn dies ausdrücklich im Titel benannt ist wie in den Nordischen Suiten –, sondern vielmehr an der deutsch-französischen Tradition und besonders an seinem Lehrer Berlioz. Dessen Vision einer idée fixe, d. h. eines Themas, das in Abwandlungen sämtliche Teile eines zyklischen Werkes durchzieht, ist ein häufig zu beobachtendes Element von Hameriks Werken (insbesondere der Sinfonien). Während der Pariser Zeit manifestierte sich der Einfluss Berlioz’ auch in einigen monströs besetzten Werken wie der Hymne à la paix. Insgesamt betrachtet war Hamerik kosmopolitisch orientiert, obwohl verschiedene seiner Werke eine skandinavische Färbung haben. Er besaß ein besonderes Gespür für die Formbildung.

## Werke
- Orchesterwerke
  - Sinfonie c-moll op. 3 (1860, verschollen)
  - Sinfonie Nr. 1 F-Dur op. 29 „Symphonie poètique“ (1879/80)
  - Sinfonie Nr. 2 c-moll op. 32 „Symphonie tragique“ (1882/83)
  - Sinfonie Nr. 3 E-Dur op. 33 „Symphonie lyrique“ (1883/84)
  - Sinfonie Nr. 4 C-Dur op. 35 „Symphonie majestueuse“ (1888/89)
  - Sinfonie Nr. 5 g-moll op. 36 „Symphonie sérieuse“ (1889–91)
  - Sinfonie Nr. 6 G-Dur op. 38 „Symphonie spirituelle“ für Streichorchester (1897)
  - Sinfonie Nr. 7 op. 40 „Chorsinfonie“ für Mezzosopran, Chor und Orchester (1898, rev.1901–06)
  - Nordische Suite Nr. 1 C-Dur op. 22 (1871/72)
  - Nordische Suite Nr. 2 g-moll op. 23 (um 1872)
  - Nordische Suite Nr. 3 a-moll op. 24 (1873/74)
  - Nordische Suite Nr. 4 D-Dur op. 25 (um 1875)
  - Nordische Suite Nr. 5 A-Dur op. 26 (um 1876)

- Vokalmusik
  - „Tovelille“, Oper op. 12 (1863–65)
  - „Hjalmar und Ingeborg“, Oper op. 18 (1868)
  - „La vendetta“, Oper op. 20 (1870)
  - „Der Reisende“, Oper op. 21 (1871)
  - „Hymne à la paix“ op. 17 für Soli, Chor und großes Orchester (1867)
  - „Christliche Trilogie“ op. 31 für Bariton, Chor und Orchester (1882)
  - Requiem op. 34 (1886/87)

- Kammermusik
  - Klavierquintett c-moll op. 6 (1862)
  - Romanze für Violoncello und Klavier (oder Orchester) op. 27 (1878)
  - Vier Präludien für Orgel op. 39a (um 1905)